# 继续犯
继续犯，也称持续犯，是指犯罪行为在既遂之后至犯罪行为终了的一定时间内，该犯罪行为及其所引起的不法状态同时处于持续过程中的犯罪形态。
比如《中华人民共和国刑法》规定的非法拘禁罪、窝藏罪、掩饰、隐瞒犯罪所得收益罪，遗弃罪，重婚罪等都是典型的继续犯。其中行为持续一定时间为成立条件，并且犯罪行为及其所引起的不法状态必须同时处于持续状态。对于继续犯应当以一罪论处，不实行数罪并罚，对于继续犯的追诉时效从行为实施终了之日起计算。